# عقد 710
عقد 710 هو عقد امتد بين 1 يناير 710 و31 ديسمبر 719 بحسب التقويم الميلادي. سبقه عقد 700 ولحقه عقد 720.

## أحداث
- معركة كوفادونجا (718)
- معركة وادي لكة (711)
- معاهدة أريولة (713)

## مواليد
- أبو مسلم الخراساني (718)
- مالك بن أنس (711)
- دو فو (712)
- معمر بن راشد (714)
- بشار بن برد (714)
- الحسن بن قحطبة (713)
- بيبان القصير (715)
- زهير بن معاوية (713)
- سفيان الثوري (716)
- عبد الله بن علي بن عبد الله (712)
- شريك بن عبد الله النخعي (713)

## وفيات
- راجا داهر (712)
- قرة بن شريك العبسي (715)
- عروة بن الزبير (713)
- أنس بن مالك (712)
- جستنيان الثاني (711)
- الحسن المثنى (716)
- أريبرت الثاني ملك اللومبارد (712)
- رادبود (719)
- الصمة القشيري (714)
- عمر بن أبي ربيعة (712)
- موسى بن نصير (716)

## كتب
- Yves Denis Papin (1998). Chronologie de l'histoire ancienne. Lieu de publication non identifié: Éditions Jean-paul Gisserot. ISBN:2-87747-346-5. OCLC:40746926. مؤرشف من الأصل في 2022-03-16.
- موسوعة حضارة العالم (2002) لأحمد محمد عوف.

## روابط خارجية
- تصفح سنة بسنة عقد 710 على موقع onthisday.com
- تصفح سنة بسنة عقد 710 ابتداءً من سنة عقد 710 على موقع المكتبة الوطنية الفرنسية